# Urbain Braems
Urbain Braems (Zottegem, 10 november 1933 – aldaar, 9 september 2021) was een Belgisch voetballer en voetbalcoach. Hij was trainer bij KSV Sottegem, Cercle Brugge, Antwerp FC, RSC Anderlecht, SK Beveren, Sporting Lokeren, Panionios Athene, Standard Luik en Trabzonspor. Zijn belangrijkste trofeeën zijn twee Belgische landstitels in Eerste klasse, drie Belgische landsbekers en één Turkse landsbeker. In 1997 werd hij Zottegems ereburger en ridder in de Orde van Sotto.

## Spelerscarrière
Urbain Braems werd geboren op 10 november 1933 en begon op jonge leeftijd te voetballen. Als jonge knaap verdedigde hij onder meer de kleuren van KSV Sottegem, Racing Mechelen, Club Brugge en Daring Brussel. 
Een hoogtepunt als speler bij Daring CB was een Europese overwinning tegen Feyenoord (1-0), waarin hij het doelpunt op zijn naam schreef. Deze overwinning was in de toenmalige Beker der jaarbeurssteden, een verre voorloper van de huidige UEFA Europa League. In de terugmatch verloor Daring met 2-1, waarin hij een zware knieblessure opliep, wat het einde van zijn voetbalcarrière betekende.
In Eerste klasse speelde Braems 50 wedstrijden en scoorde 13 keer.

## Cercle Brugge
Bekend werd Braems echter pas na zijn spelerscarrière. Bij KSV Sottegem ging hij aan de slag als trainer vanaf 1962 tot 1967. Gedurende zijn vijfjarig trainerschap bij de club ging deze stelselmatig in de klassering omhoog.
Toen kwam Cercle Brugge aan de deur kloppen. Zij hadden een vijfjarenplan om van Derde naar Eerste klasse te promoveren nadat ze (onterecht) door een omkoopschandaal naar de Derde klasse degradeerden. Na vier jaar was het doel reeds bereikt. Na een kort verblijf in Derde klasse promoveerde de club naar Tweede klasse. Daar speelde het onder Braems na drie seizoenen kampioen, waardoor Cercle terug in Eerste klasse belandde. Braems bleef nog één seizoen coach en eindigde als vijfde in het eindklassement. In 1972 werd hij opgevolgd door de Nederlander Han Grijzenhout.

## Antwerp FC, RSC Anderlecht
Na een succesvol jaar bij Antwerp FC werd hij in 1973 naar RSC Anderlecht gehaald. Urbain Braems stond in de jaren 70 in het onderwijs als licentiaat lichamelijke opvoeding. Hoewel hij trainer van RSC Anderlecht werd, bleef hij twee dagen per week les geven. Ondanks het drukke werkschema van Braems werd hij in 1974 met Anderlecht landskampioen. Een seizoen later werd hij derde in de eindstand maar won wel de Beker van België tegen Antwerp.

## SK Beveren, KSC Lokeren en RSC Anderlecht
Braems kon na zijn vertrek in 1975 bij Anderlecht meteen beginnen bij SK Beveren, als opvolger van Jef Jurion. Bij Beveren werkte hij samen met onder meer doelman Jean-Marie Pfaff en middenvelder Jean Janssens. Zij zouden de steunpilaren worden van het elftal. In 1978 slaagde hij er in om met Beveren de Beker van België te winnen. Braems, die erom bekendstond een psychologische coach te zijn, maakte van Beveren een topploeg.
Die prestatie bleef uiteraard niet onopgemerkt en dus kreeg hij een aanbod van KSC Lokeren. De toen 45-jarige coach ging akkoord en tekende er een contract. Zijn nieuwe ploeg speelde een sterk seizoen en werd vierde, maar de revelatie was SK Beveren dat landskampioen werd. Hoewel Braems niet langer de hoofdtrainer van Beveren was, meenden velen dat deze titel vooral het werk van Braems was. In 1978 en 1979 wonnen respectievelijk Jean-Marie Pfaff en Jean Janssens de Gouden Schoen.
De vierde plaats van KSC Lokeren en de landstitel van SK Beveren leverde Braems een tweede kans op bij toenmalig vicekampioen RSC Anderlecht. RSCA werd uiteindelijk vijfde in de eindstand en plaatste zich voor de UEFA Cup. Braems werd opgevolgd door Tomislav Ivić en ging in 1981 zelf opnieuw aan de slag bij SK Beveren. Daar werd hij de vervanger van Robert Goethals, die in 1979 kampioen werd met Beveren en die in 1978 zelf nog de vervanger was van Braems.
Ditmaal bleef Braems drie seizoenen bij de Waaslanders. Het werd een succesverhaal. Verscheidene belangrijke spelers verlieten de club en toch slaagde de trainer er in om zijn elftal opnieuw naar een trofee te leiden. Zo was er het vertrek van Pfaff, die werd opgevolgd door de toen 18-jarige Filip De Wilde. In 1983 won Beveren voor de tweede keer in de geschiedenis van de club de Beker van België. Een seizoen later werd de ploeg zelfs landskampioen. In 1984 verliet Braems de club. In zijn plaats kwam Rik Pauwels.

## Panionios Athene
Na een Belgische succesperiode kreeg hij veel buitenlandse belangstelling, zowel uit de Verenigde Staten als andere Europese topclubs. Uiteindelijk koos hij voor het cultuurland Griekenland. Braems bleef er drie jaar coach van Panionios.

## Standard Luik
In 1988 trok Standard Luik Braems aan als vervanger van trainer Jef Vliers. In een woelige periode van de Luikse club slaagde Braems er toch in om de bekerfinale te spelen tegen RSC Anderlecht. Standard verloor deze finale evenwel met 2-0. Braems begon de voorbereiding van het tweede jaar, maar uiteindelijk kwam het tot een breuk. Georg Kessler nam zijn plaats in.

## Trabzonspor
Na zijn vertrek bij Standard in 1989 zat Braems niet lang zonder club, want minder dan een week later werd hij gecontacteerd door Trabzonspor. Dat gebeurde mede door de tussenkomst van Jean-Marie Pfaff, die na zijn succesperiode bij Bayern München en Lierse SK bij Trabzonspor was beland. Het werd een geslaagd seizoen: Trabzonspor eindigde derde in de competitie (vóór Galatasaray SK) en speelde de bekerfinale tegen kampioen Besiktas J.K.. Na een spannende wedstrijd verloor Trabzonspor tegen de kampioen. 
Na een sabbatjaar en een medische ingreep werd Braems in 1991 opnieuw benaderd door de Turkse Club. Het werd een succesjaar: Trabzonspor won de Turkse landsbeker, nadat het onder andere Galatasaray en Beşiktaş uitschakelde. Ze speelden de bekerfinale tegen Bursaspor, verloren de heenwedstrijd met 3-0, maar veegden die ploeg in de terugmatch met 5-1 van het veld.
Trabzonspor schakelde dat seizoen ook Dinamo Zagreb en Olympique Lyon uit in de UEFA Cup. Ze werden vervolgens in de achtste finale uitgeschakeld door Boldklubben 1903.
Als beloning voor de inbreng bij Trabzonspor werd hij in 2007 tot ereburger van Trabzon benoemd. In 2006 had Braems met succes de kandidatuur van Trabzon verdedigd bij 52 Europese landen om het Europees Jeugd Olympisch Festival te mogen organiseren. In 2011 was hij eregenodigde op het Europees Jeugd Olympisch Festival in Trabzon.